# Oktober 2022
Portal Geschichte | Portal Biografien | Aktuelle Ereignisse | Jahreskalender | Tagesartikel

◄ |
20. Jahrhundert |
21. Jahrhundert

◄ |
1990er |
2000er |
2010er |
2020er
| 2030er | 2040er

◄ |
2018 |
2019 |
2020 |
2021 |
2022
| 2023 | 2024 | 2025 | 2026 | ►

◄ |
Juli 2022 |
August 2022 |
September 2022 |
Oktober 2022 |
November 2022 |
Dezember 2022 |
Januar 2023 |
►
Dieser Artikel behandelt tagesbezogene Nachrichten und Ereignisse im Oktober 2022.

## Tagesgeschehen

### Samstag, 1. Oktober 2022
- Deutschland: Der Mindestlohn steigt auf 12 Euro brutto.
- Riga/Lettland: Parlamentswahl
- Malang/Indonesien: Beim Fußballderby zwischen Arema und Persebaya kommen nach Ausschreitungen mindestens 127 Menschen im Kanjuruhan-Stadion ums Leben.[1]

### Sonntag, 2. Oktober 2022
- Brasilia/Brasilien: allgemeine Wahlen
- Sofia/Bulgarien: Parlamentswahl
- Sarajevo/Bosnien und Herzegowina: allgemeine Wahlen

### Montag, 3. Oktober 2022
- Erfurt/Deutschland: Feierlichkeiten zum Tag der Deutschen Einheit
- Stockholm/Schweden: Der Nobelpreis für Physiologie oder Medizin geht an den schwedischen Biologen Svante Pääbo.

### Dienstag, 4. Oktober 2022
- Stockholm/Schweden: Der Nobelpreis für Physik geht an die Quantenphysiker Alain Aspect (Frankreich), John F. Clauser (USA) und Anton Zeilinger (Österreich).[2]

### Mittwoch, 5. Oktober 2022
- Stockholm/Schweden: Für die Entwicklung von Methoden zum zielgerichteten Aufbau von Biomolekülen wird der US-Amerikanerin Carolyn Bertozzi, dem Dänen Morten Meldal und dem US-Amerikaner und früheren Laureaten Barry Sharpless der Nobelpreis für Chemie zuerkannt.[3]
- Wien/Österreich: Bei der Verleihung der Auszeichnung Sportler des Jahres werden Anna Gasser und David Alaba zum dritten Mal ausgezeichnet. Mannschaft des Jahres wird FC Red Bull Salzburg, Trainerpersönlichkeit des Jahres Irene Fuhrmann. Aufsteiger des Jahres wird Johannes Strolz, als Sportler mit Behinderung werden Johannes Aigner und Veronika Aigner gewürdigt.[4]

### Donnerstag, 6. Oktober 2022
- Stockholm/Schweden: Die französische Schriftstellerin Annie Ernaux wird mit dem Nobelpreis für Literatur ausgezeichnet.

### Freitag, 7. Oktober 2022
- Oslo/Norwegen: Der Friedensnobelpreis des Jahres 2022 geht an den belarussischen Menschenrechtsaktivisten Ales Bjaljazki, die russische Menschenrechtsorganisation Memorial und das ukrainische Centre for Civil Liberties.
- Lesotho: Parlamentswahl

### Samstag, 8. Oktober 2022
- Auckland/Neuseeland: Eröffnungsspiel der Rugby-Union-Weltmeisterschaft der Frauen
- GSM-R-Ausfall bei der Deutschen Bahn am 8. Oktober 2022
- Babenhausen/Deutschland: Die als Schöne Eiche bezeichnete Säuleneiche wird vom Kuratorium Nationalerbe-Baum der Deutschen Dendrologischen Gesellschaft (DDG) zum Nationalerbe-Baum ausgezeichnet.[5]

### Sonntag, 9. Oktober 2022
- Chengdu/China: Ende der Tischtennisweltmeisterschaft
- Niedersachsen/Deutschland: Landtagswahl
- Österreich: Bundespräsidentenwahl

### Montag, 10. Oktober 2022
- Straßburg/Frankreich: Parlamentarische Versammlung des Europarates (bis 14. Oktober 2022)[6][7]
- Stockholm/Schweden: Der Alfred-Nobel-Gedächtnispreises für Wirtschaftswissenschaften geht an die US-amerikanischen Ökonomen Ben Bernanke, Douglas W. Diamond und Philip Dybvig für ihre Forschung zu Banken- und Finanzkrisen.[8]
- Hamburg/Deutschland: Deutscher Musical Theater Preis 2022

### Dienstag, 11. Oktober 2022
- Es wird bekannt gegeben, dass Israel und der Libanon einem von den Vereinigten Staaten vermittelten Abkommen zugestimmt haben, welches die jahrzehntelangen Streitigkeiten an den Seegrenzen zwischen den beiden Nationen beendet.[9]

### Mittwoch, 12. Oktober 2022
- Mainz/Deutschland: Der rheinland-pfälzische Innenminister Roger Lewentz (SPD) erklärt wegen seines Handelns während der Hochwasserkatastrophe im Ahrtal 2021 seinen Rücktritt.[10]

Resolution der UNO-Vollversammlung zur russischen Annexion vom 12. Oktober 2022

- New York City/UNO: In der Resolution der UNO-Vollversammlung stimmen 143 von 193 Staaten gegen die russische Annexionen von vier ukrainischen Provinzen.[11]

### Samstag, 15. Oktober 2022
- Evin-Gefängnis/Iran: das größte iranische Gefängnis für politische Häftlinge wird angezündet
- Evessen/Deutschland: Das Kuratorium Nationalerbe-Baum der DDG zeichnet die Tumuluslinde zum Nationalerbe-Baum aus.[12]

### Sonntag, 16. Oktober 2022
- Geelong/Australien: Eröffnungsspiel des ICC T20 World Cup 2022 (bis 13. November).
- Berlin/Deutschland: World Health Summit (bis 18. Oktober)
- Peking/Volksrepublik China: 20. Parteitag der Kommunistischen Partei Chinas (bis 22. Oktober)

### Montag, 17. Oktober 2022
- Brüssel/Belgien: NATO-Atomwaffenübung „Steadfast Noon“ in Nordwesteuropa (bis 30. Oktober)[13][14]
- Brüssel/Belgien: Die EU errichtet die European Union Military Assistance Mission Ukraine (EUMAM Ukraine)
- Stockholm/Schweden: Ulf Kristersson wird neuer Ministerpräsident.[15]

### Mittwoch, 19. Oktober 2022
- Frankfurt am Main/Deutschland: Frankfurter Buchmesse (bis 23. Oktober)

### Donnerstag, 20. Oktober 2022
- London/Vereinigtes Königreich: Liz Truss tritt als Premierministerin zurück, mit 45 Tagen ist ihre Amtszeit die kürzeste in der Geschichte des Landes.[16]

### Freitag, 21. Oktober 2022
- Provinz Limón/Costa Rica: Eine Piaggio P.180 mit fünf Passagieren (darunter auch der McFit-Gründer Rainer Schaller) verschwindet vor der Küste vom Radar und wird seither als vermisst eingestuft.

### Samstag, 22. Oktober 2022
- Rom/Italien: Giorgia Meloni wird von Staatspräsident Sergio Mattarella zur ersten weiblichen Ministerpräsidentin Italiens ernannt.
- Wermsdorf/Deutschland: Die Collmer Linde wird vom Kuratorium Nationalerbe-Baum der DDG zum Nationalerbe-Baum ausgezeichnet.[17]

### Sonntag, 23. Oktober 2022
- Ljubljana/Slowenien: Präsidentschaftswahl[18]

### Montag, 24. Oktober 2022

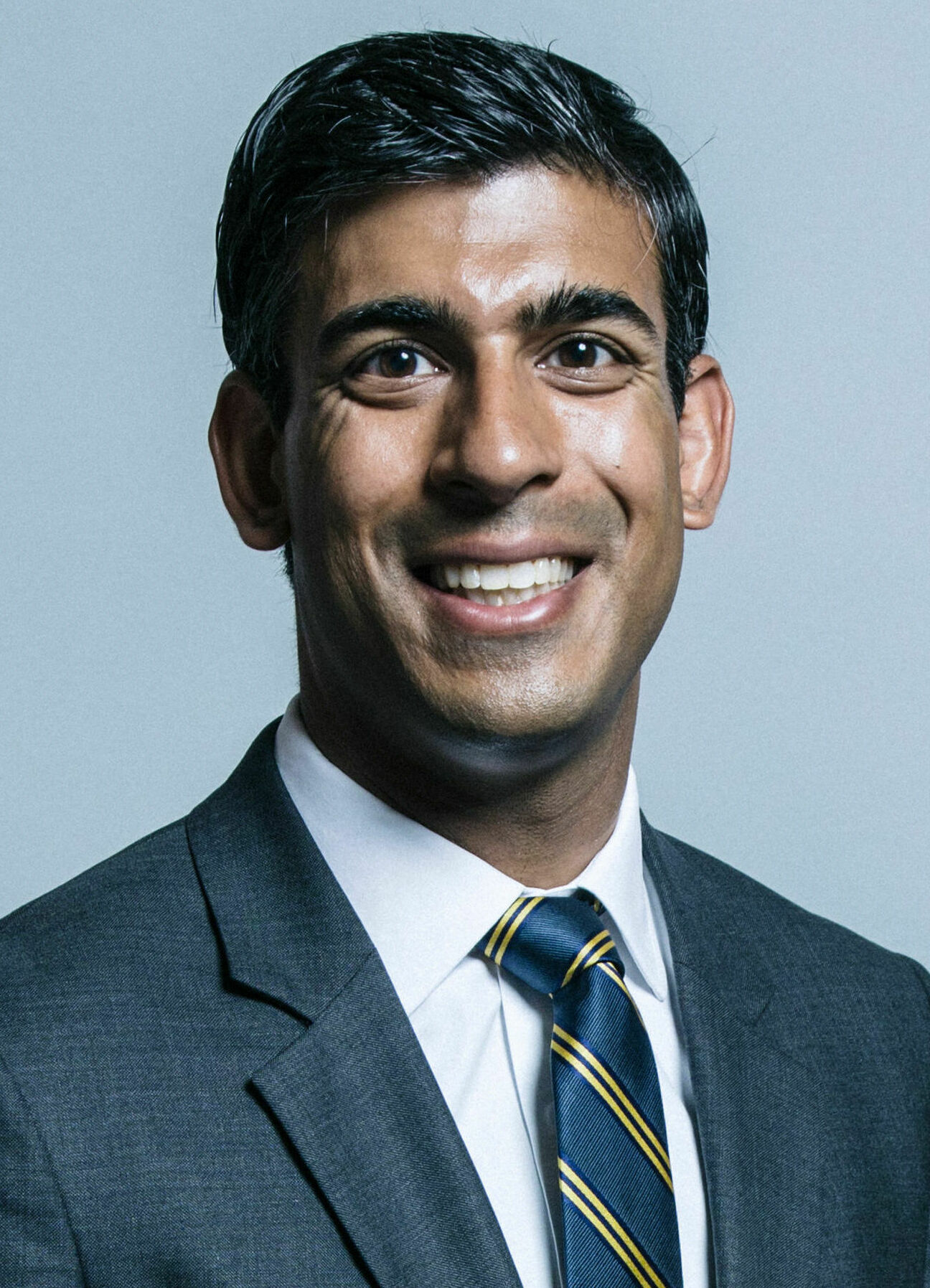
Rishi Sunak

- London/Vereinigtes Königreich: Nach dem Rücktritt von Liz Truss wird Rishi Sunak neuer Premierminister.[19]

### Dienstag, 25. Oktober 2022
- Innsbruck/Österreich: Nach der vorgezogenen Landtagswahl in Tirol 2022 findet die konstituierende Sitzung der XVIII. Gesetzgebungsperiode mit der Wahl und Angelobung der Landesregierung Mattle statt.

### Samstag, 29. Oktober 2022
- Durban/Südafrika: Misuzulu Zulu wird offiziell zum König der Zulu gekrönt und von der südafrikanischen Regierung anerkannt.[20]
- Südkorea: Halloween-Katastrophe in Seoul

### Sonntag, 30. Oktober 2022

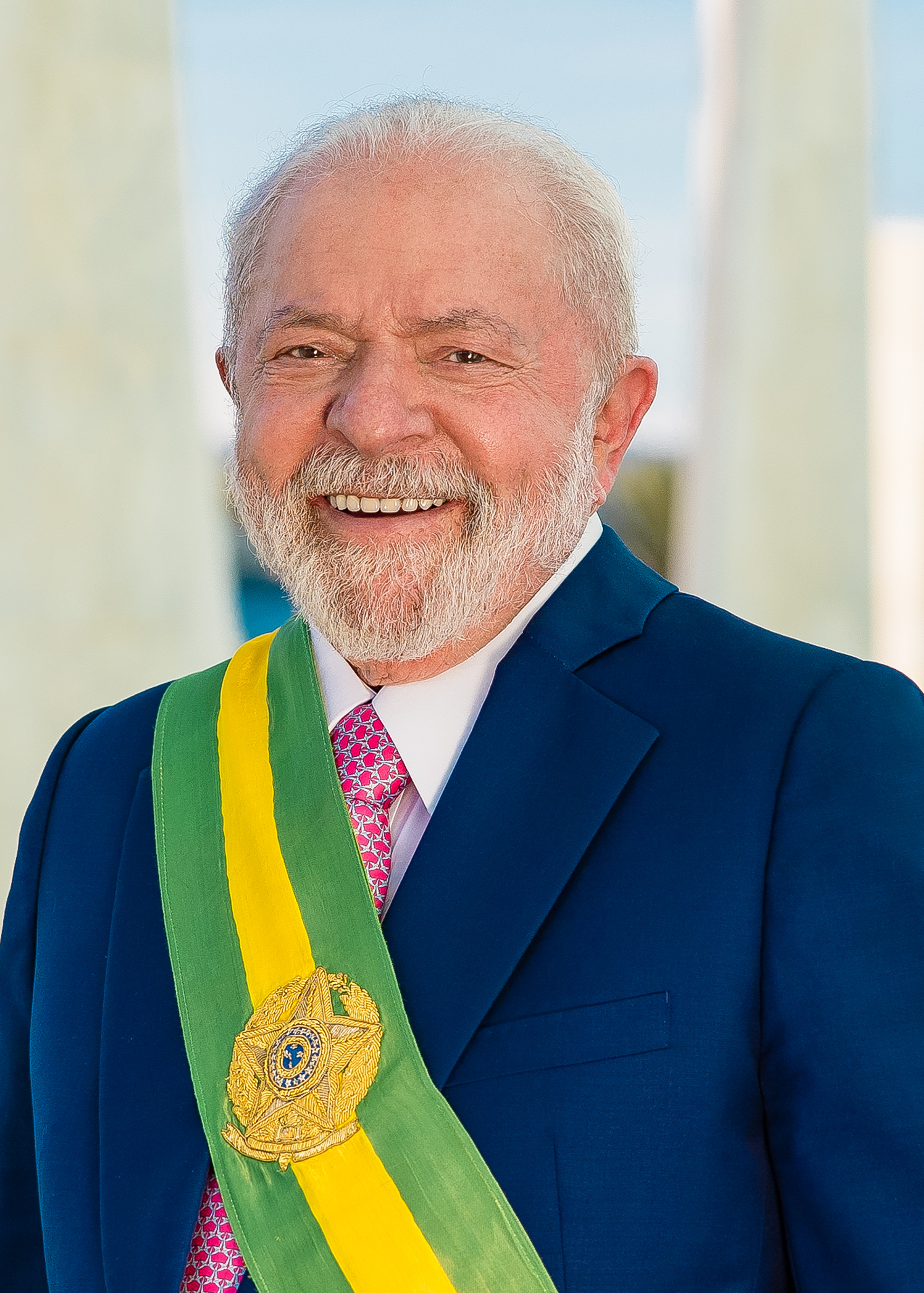
Luiz Inácio Lula da Silva

- Brasilien: Die Stichwahl in der Präsidentschaftswahl in Brasilien gewinnt Ex-Präsident Luiz Inácio Lula da Silva. Da Silva ist damit der erste brasilianische Präsident, der zum dritten Mal wiedergewählt wird.
- Indien: Brückeneinsturz in Morbi 2022